# Рио-Гранде (река, впадает в Карибское море)
Рио-Гранде (Рио-Гранде-де-Матагальпа, исп. Río Grande de Matagalpa) — река в Никарагуа. Длина — 430 километров. Является второй по длине рекой в стране (после реки Коко). Площадь её водосборного бассейна — 18 445 км².
Река является важным источником воды для местных жителей. На Рио-Гранде построен ряд небольших ГЭС.